# メトロポリス (2001年の映画)
『メトロポリス』は、手塚治虫の同名漫画『メトロポリス』を原作としたアニメーション映画。2001年（平成13年）5月26日劇場公開。

## 概要
製作期間は5年、総制作費は10億円、総作画枚数は15万枚、興行収入は7.5億円。声優としてやなせたかしや永井豪など手塚と生前親交のあった漫画家が友情出演している。
キャラクターデザインは初期の手塚の絵柄を意識している。一方で、「手塚なら新しい技術に興味を持つはず」との考えから3DCGも多用されている。

## ストーリー
ケンイチ少年とその叔父、私立探偵ヒゲオヤジこと伴俊作は、人とロボットが共存する某国の大都市メトロポリスへやって来た。生体を使った人造人間製造の疑惑で国際指名手配されている科学者ロートン博士を逮捕するためだった。
ちょうど、高層ビル「ジグラット」の完成記念式典の真っ最中で、町の広場でレッド公による演説が華々しく行われていた。が、ロボットが式典を妨害し騒ぎが起こる。そして、制服を着た1人の青年が平然とロボットを破壊して去っていった。
メトロポリスは、「人とロボットの共存都市」と言われていた。しかし、そこでは、ロボットたちが人間に酷使されていた。一方、労働者たちも、ロボットに働き口を奪われ、都市の地下部に押し込められ、ロボットに憎しみをたぎらせていた。ロボットに人間と同等の権利を認めるよう叫ぶ団体が存在し、また上層部ではレッド公とブーン大統領が表向きは手を取り合いつつ対立しているなど、さまざまな確執が噴出していた。
ヒゲオヤジとケンイチは、ロボット刑事ペロの手助けを借りて、ロートン博士が潜伏していると思われる都市の地下部ZONE1へと潜入する。そこで、彼の地下研究所を見つけるが、原因不明の火事が起こっていた。研究所内部に突入したケンイチは、逃げ後れた謎の少女を助ける。彼女は、大統領に成り代わり都市の実権を握る影の実力者、レッド公の亡き娘・ティマに瓜二つだった。そうとは知らないケンイチは、彼女を連れ脱出を図るが、ロボット弾圧の先鋒である過激派組織マルドゥク党の幹部ロックに狙われてしまう。ロックは養父であるレッド公が、ティマをジグラットの超人の椅子に座らせようとしている事が許せず、しつようにティマを破壊しようとする。
逃避行の中で下層労働者の青年アトラスに匿われたケンイチとティマは、そこで交流を重ね、ティマは急速に自我を成長させていく。その反面、人によって一方的に破壊されてしまうロボットたちの姿を目の当たりにしたティマは、そうしたメトロポリスのあり方に疑念を抱くようになる。地上ではレッド公によるオモテニウム発生装置を用いた実験がおこなわれ、ロボットの暴走事故が発生。これを受けてブーン大統領はレッド公を排除する決意を固め、アトラスたちに武器を支援することで暴動を扇動する。一連の事件の背後にロックの姿がある事を突き止めたヒゲオヤジとペロはその暴動に巻き込まれ、結果としてペロは破壊されてしまう。
暴動が失敗に終わった後、ケンイチとティマはヒゲオヤジと合流を果たすが、そこに現れたロックとレッド公によって二人はさらわれる。さらに独断専行の事実を知ったレッド公により、ロックはマルドゥク党から除名されてしまう。しかしロックはティマがケンイチに会いたがっている事を利用しておびき出し、自分は人間だと信じるティマに彼女がロボットに過ぎないという事実を突きつけ、分解しようと襲いかかる。その窮地をヒゲオヤジに救われたティマは、すべてを確かめケンイチを助けるためにジグラットに向かい、再びレッド公と対面する。
ジグラット最上階の超人の椅子までティマを導いたレッド公は、彼女が地上を支配する超人である事を語る。しかしその場に現れたロックの銃撃を受けたティマは、自分がロボットであることに気づいてしまう。損傷によって思考回路に異常を来したティマは超人の椅子に座ると、メトロポリスすべてのロボットを支配下におき、ロボットから人類への報復として人類の虐殺を宣言する。
ティマを説得しようと必死に追いすがるケンイチだが、オモテニウム発生装置の制御機関となったティマはもはやケンイチの言葉を聞くことはなかった。しかしロボットたちの暴動によって人々が次々と殺されていく中、レッド公をロボットに殺させまいとしたロックがオモテニウム発生装置を爆破した事で、ティマは装置から解放される。ジグラットから転落するティマをケンイチは助けようと手を掴むが、もはや自我を喪失した彼女は自分が誰かもわからぬ状態でありながら、ケンイチの名前を呼んで地上へと墜落する。
すべてが終わった後、崩壊したジグラットの跡地でティマを探すケンイチは、ティマの名前を呼ぶロボットたちから、ティマの記憶装置を託される。それに希望を見出したケンイチは、ヒゲオヤジに「もう少しこの街に残る」と伝え、ロボットたちとともにメトロポリスの再建に向かって歩き出す。そして廃墟の何処かでは、かつてティマが拾ったラジオが、瓦礫に埋もれながらかすかにティマの声を紡いでいたのだった。

## 登場人物
ティマ
声：井元由香
ヒロイン。レッド公がロートン博士に造らせたロボットの少女。その名前と姿はレッド公の死んだ娘がモデルとなっている。
レッド公が自身の権力を永遠のものにするために造らせたロボットであり、ジグラット最上部の「超人の間」に座ることでその力を発揮する。
原作での両性具有の人造人間「ミッチイ」に相当するキャラクター。
ケンイチ
声：小林桂
主人公。叔父のヒゲオヤジと共にメトロポリスに来た少年。ふとしたことからティマと行動を共にすることとなる。
ティマを愛しており、彼女が幸せになれる術を探すも結局最後まで叶うことはなかった。
ロック
声：岡田浩暉
レッド公の養子で政治結社マルドゥク党の若手実力者。レッド公に心酔し、ロボットを憎んでいる。
レッド公が執着するティマを破壊しようとする。
レッド公
声：石田太郎
ジグラットを建設したメトロポリスの有力者。ジグラット内部の秘密兵器を使いメトロポリスの、そして世界の支配を画策する。マルドゥク党の設立者でもあり、現在も支援していることは公然の秘密となっている。
戦争孤児だったロックを養子としているが愛情は持っておらず、彼から父と呼ばれることを嫌っている。
ヒゲオヤジ
声：富田耕生
ロートン博士を追って日本から来た名探偵。ケンイチの叔父で、本名は「伴俊作」。
ペロ
声：若本規夫
メトロポリス警察のロボット刑事。正式名称は「803-D,R-P,D.M.497-3-C」で、人間に対する逮捕権を持たない。「ペロ」の名はヒゲオヤジが付けた愛称。ロートン博士を追うヒゲオヤジ達と行動を共にする。革命の際、アトラスに解散を促すが破壊される。
ロートン博士
声：滝口順平
人体実験や臓器密売の罪により国際手配されている科学者。メトロポリスの地下に潜伏し、レッド公の依頼でティマを造った。序盤で秘密研究所に乗り込んできたロックに撃たれて瀕死の重傷を負い、救助に来たヒゲオヤジに研究ノートを託して死亡。
ポンコッツ博士
声：青野武
レッド公配下の科学者。オモテニウム発生装置を開発した。
ブーン大統領
声：池田勝
メトロポリスの大統領。レッド公の影響力を疎ましく思い、市民を扇動してその失脚を企むが、スカンクに裏切られて粛清される。
ノタアリン
声：八代駿
メトロポリス警視庁警視総監。捜査協力を求めに来たヒゲオヤジに対し、補佐役としてペロを付ける。その後、理由は不明だが更迭されている。
スカンク
声：古川登志夫
軍を統括するメトロポリスの国務長官でブーン大統領の腹心。ブーン大統領にレッド公逮捕のための軍出動を命令されるが、そのことをレッド公に密告し、逆にブーン大統領を粛清する。
ランプ
声：千葉繁
メトロポリスの諜報省長官でブーン大統領の腹心。アトラスに反レッド公・反ロボットの革命を持ち掛けるが、スカンクに裏切られ、ブーン大統領とともに射殺される。
ハムエッグ
声：江原正士
メトロポリス地下ゾーンの管理責任者。ロックを地下ゾーンに案内する。ティマを破壊しようとするロックを制止して射殺される。
リヨン
声：土師孝也
メトロポリスの市長。ジグラット完成記念式典に招待される。
アトラス
声：井上倫宏
ZONE-1のスラム街に住む失業者達の指導者。ロボットの躍進によって失業者が増えていることから反ロボットの革命を起こす。ブーン大統領の支援を取り付けていたが、軍とマルドゥク党に阻止され失敗。革命が鎮圧された後、ケンイチ達の目の前で力尽きて倒れる。
フィフィ
声：愛河里花子
アルバートII型の清掃ロボット。ZONE-3の下水処理場でケンイチと出会う。
エンミィ
声：小山茉美
レッド公に仕えるメイド。ロックに買収され、ティマを連れ出して彼に会わせる。

## 用語
メトロポリス
世界の産業・経済・文化をリードする巨大都市国家。超高層ビル群が立ち並ぶ地上部とエネルギープラントや下水処理施設、スラム街が広がる地下部で構成される。
ジグラット
レッド公が建設した超高層ビル。内部にはオモテニウム発生装置が秘密裏に設置し、最上部には支配者の椅子（超人の間）がある。メトロポリス繁栄のシンボルとなる一方、反レッド公派やスラムの住人からは打倒すべき存在と認識されていた。
オモテニウム発生装置
ジグラットの屋上に設置されている兵器。太陽黒点を操作し、地球上の特定の地域に磁気嵐を起こすことができる。人体に影響は無いがロボットを暴走させることができ、レッド公はこれを持って世界を支配しようとした。
マルドゥク党
メトロポリスで活動する自警団・政治結社。ロボットが人間の地位に近づくことに反発し、人間の与えた制限を超えた行動を取ったり、暴走したロボットを自警活動の名目で破壊する。常に武器を携帯し、周囲の被害に構わず使用するため、市民からも恐れられる。
レッド公が設立者で、現在も支援をするなど、事実上、彼の私的な武装組織となっている。
地下ゾーン
下級労働者や失業者が居住するZONE-1、エネルギープラントが置かれたZONE-2、下水処理施設のあるZONE-3で構成される。地上及び各ゾーン間の移動は厳しく制限され、ZONE-3は一部のロボット以外は立ち入りを禁じられている。

## スタッフ
- 原作：フリッツ・ラング（1927年の映画）/手塚治虫（「手塚治虫初期傑作集」角川文庫）
- 企画：りんたろう、丸山正雄、渡辺繁
- 企画協力：手塚プロダクション
- 製作：角田良平、宗方謙、平沼久典、塩原徹、阿部忠道、長瀬文男、松谷孝征、寺島昭彦
- 監督：りんたろう
- 脚本：大友克洋
- キャラクターデザイン・総作画監督：名倉靖博
- 作画監督：赤堀重雄、桜井邦彦、藤田しげる
- 作画監督補佐：辻繁人、平田敏夫
- 原画 : 小松原一男、川名久美子、戸倉紀元、大橋學、村木靖、小曽根正美、加来哲郎、安藤真裕、野田卓雄、新川信正、多田雅治、新岡浩美、橋本晋治、山田勝哉、及川博志、うえだひとし、本間嘉一、栗田務、遠藤正明、清水洋、井上鋭、笹木信作、入好聡、仲盛文、辻繁人、濱田邦彦、北尾勝、平田かほる、春日井浩之、新留俊哉、遠藤靖裕、宇田川一彦、我妻宏、西条隆詞、木村十司、渡辺章、吉村正純、内田裕、西田正義、三浦厚也、片山みゆき、細居純子、岩佐裕子、川添博基、反田誠二、沖浦啓之、浜崎博嗣、川崎博嗣、箕輪豊、高坂希太郎、川尻善昭、藤田しげる、赤堀重雄、杜多尋光、平田敏夫、金田伊功
- キャラクターメカニック：反田誠二
- レイアウト協力：兼森義則、阿部恒、川尻善昭
- 美術監督・CGアートディレクター：平田秀一
- CGテクニカルディレクター：前田庸生
- 撮影監督：山口仁
- 助監督・コンポジットディレクター（撮影監督）：楠美直子
- 音楽：本多俊之
- 音楽プロデューサー：岡田こずえ
- 音響監督：三間雅文
- アニメーション制作：マッドハウス
- エグゼクティブ・プロデューサー：渡邊繁、川城和実、滝山雅夫、藤原正道、遠谷信幸、安田猛、高野力、清水義裕、大月俊倫
- 配給：東宝
- 製作：メトロポリス製作委員会（バンダイビジュアル、ソニー・ピクチャーズテレビジョン・ジャパン、東宝、電通、角川書店、手塚プロダクション、IMAGICA、キングレコード）

## キャスト
- ティマ：井元由香
- ケンイチ：小林桂
- ロック：岡田浩暉
- レッド公：石田太郎
- ヒゲオヤジ：富田耕生
- ペロ：若本規夫
- ロートン博士：滝口順平
- ポンコッツ博士：青野武
- ブーン大統領：池田勝
- ノタアリン：八代駿
- スカンク：古川登志夫
- ランプ：千葉繁
- ハムエッグ：江原正士
- リヨン：土師孝也
- アトラス：井上倫宏
- フィフィ：愛河里花子
- 麻生智久
- 天田真人
- 佐々木健
- 渋谷茂
- 志村知幸
- 杉田智和
- 鈴村健一
- 園部啓一
- 千葉進歩
- 肥後誠

友情出演
- エンミィ：小山茉美
- うぐいす嬢：皆口裕子
- 婦人客：松本梨香

特別出演
- 隆大介
- やなせたかし
- 永井豪
- 林ゆたか
- 本多俊之
- 岡田こずえ
- DJ TARO
- 福ノ上達也
- 鮎貝健
- 鈴木裕介

## 主題歌・挿入歌
主題歌 「THERE'LL NEVER BE GOOD-BYE」
作詞、歌：minako "mooki" obata／作曲、編曲：本多俊之
挿入歌「I Can't Stop Loving You」（愛さずにはいられない）
歌：レイ・チャールズ

## 評価
米国で英語声優によって吹き替えされ劇場公開された本作品は、米国の映画批評家からは好評であり、米国映画評価ウエブサイトRotten Tomatoesでは91点を獲得している。同じ時期に公開されたスティーヴン・スピルバーグの『A.I.』との比較が多い。
米国の映画評論家ロジャー・イーバートは、満点評価である4つ星を与え、アニメ史上最高の作品の一つであると称え、これまでありえなかったような緻密な作画の質を高く評価している。たとえば、探偵がノートを読むシーンでめくったページが後戻りし、それをまためくるというような一連のシーンに驚嘆している。また、駅の中の電車がホテルココナツとして使われているというような設定の工夫も評価している。映画のテーマもスティーヴン・スピルバーグの『A.I.』とリドリー・スコットの『ブレードランナー』を引き合いに出したうえで、「単純な漫画のストーリーとは程遠く、驚くほど深遠」だとしている。
goatdog.comは「史上もっとも優れたアニメのひとつ」であり、「ミルクの箱に載ってる栄養表示まで読めるほどの」極めて緻密な作画の質を絶賛し、さらに最後のジグラット崩壊シーンをスタンリー・キューブリックの『博士の異常な愛情』の影響が見られ、背景画を軽視する西洋アニメからは考えられない日本アニメが生み出した快挙だと絶賛している。また、本作のテーマである「ロボットであることに対する苦悩」も、スピルバーグの『A.I.』よりもうまく知的に描かれていると評価している。
ジェームズ・キャメロンは本作について「『メトロポリス』はCGによる映像世界と伝統的なキャラクター・アニメが見事なまでに壮観に融合した、アニメのまったく新しい金字塔だ。美しく、力強く、ミステリアスで、それ以上に''心''をもった作品である。この映像は観たものの心に永遠に残るだろう。りんたろうさんの傑作におめでとうと言いたい。」と評している。

## 備考
- 大友克洋は、本作監督のりんたろうによる1983年に公開された映画『幻魔大戦』においてもキャラクターデザイン・原画で参加し、それが彼がアニメーション制作を本格的に始める契機となった。
- 企画の丸山正雄は、手塚に対する想いを果たすことができたことから、本作品を自身が手掛けた中で最も心に残っている作品であるとしている[2]。
- 原作漫画が描かれた時点での未来社会はレトロフューチャーである。本作には携帯電話のような個人所有の移動体通信機器が登場しない。
- 監督を務めたりんたろうの盟友であり『銀河鉄道999』などで作画監督を務めた小松原一男の遺作となった。小松原はケンイチとティマの出逢いのシーンをはじめ参加アニメーターの中で最も多くのカットの原画を担当した。